# Belle, belle, belle

Belle, Belle, Belle est un téléfilm français réalisé par Anne Depétrini, diffusé le 23 août 2021 sur TF1. Il s'agit d'un remake du film américain I Feel Pretty, sorti en 2018 au cinéma.

## Synopsis
Alice est une trentenaire bourrée de complexes. Elle se trouve moche et grosse, et son manque de confiance en elle l’empêche d’entreprendre quoi que ce soit, professionnellement ou sentimentalement. A la suite d’une chute sur la tête, elle se réveille persuadée d’être devenue, comme par magie, une fille sublime. Armée de cette toute nouvelle confiance en elle, plus rien ne lui résiste : elle décroche le job de ses rêves et rencontre l’amour en la personne de Benjamin. Mais que se passera-t-il si cette illusion disparaît ? Alice sera-t-elle capable de garder cette estime d’elle-même qui lui a tant fait défaut jusque-là ?

## Fiche technique
- Réalisation : Anne Depétrini
- Scénario : Yaël Berdugo et Nathalie Levy-Lang
- Producteur : Marie Guillaumond
- Musique : Angelo Foley
- Directeur de la photographie : Lucas Leconte
- Montage : Alice Moine
- Date de diffusion : 23 août 2021 sur TF1
- Durée : 90 minutes
- Genre : Comédie

## Distribution
- Joséphine Draï : Alice
- Reem Kherici : Capucine
- Arié Elmaleh : Benjamin
- Marc Ruchmann : Dimitri
- Catherine Hosmalin : Nanou
- Jarry : Greg
- Déborah Lukumuena : Selma
- Macha Méril : Lili
- Riadh Belaïche : Ryan
- Audrey Pirault : Clarisse
- Zoé Bruneau : DRH Chastaing